# Loup Benoit
Loup Benoit (né le 10 juin 1991 à La Tronche dans le département de l'Isère en France) est un joueur professionnel de hockey sur glace qui évolue en position d'attaquant.

## Carrière

### Carrière en club
Joueur du Grenoble Métropole Hockey 38 depuis l'âge de cinq ans, il devient membre des équipes U18 et U22 en 2007-2008, inscrivant huit buts et quatre aides en seize parties avec les U18 mais aucun en cinq rencontres de U22. La saison suivante, il est le meilleur pointeur de l'effectif U18 avec un total de trente-neuf points en vingt parties auxquels il ajoute trois buts en treize rencontres avec les U22.
À compter de la saison 2009-2010, il partage son temps entre les U22 et l'effectif professionnel, les Brûleurs de loups, en Ligue Magnus. Cinquième meilleur marqueur des U22, il inscrit cinq points en quatre rencontres des séries éliminatoires et aide son équipe à remporter le titre de champion de France des moins de 22 ans. Avec les Brûleurs de loups, il dispute vingt parties, enregistrant un point. En 2010-2011, il termine troisième pointeur de l'équipe U22 tandis que les jeunes grenoblois échouent en finale du championnat. Avec l'équipe professionnelle, il prend part trente-trois parties et remporte la Coupe de la ligue, dont il joue également six rencontres avec l'équipe de France junior. Auteur de treize points en dix rencontres de saison régulière 2011-2012, il remporte son second titre de champion de France des moins de 22 avec Grenoble. En parallèle, il joue quarante-neuf parties avec l'équipe première.
En juin 2012, Loup signe avec le Rouen hockey élite 76. Durant sa première saison avec sa nouvelle équipe, il remporte plusieurs titres : le Match des champions et la Coupe de la Ligue. En janvier, il dispute la super finale de la Coupe continentale. Tenant du tire, les Dragons s'inclinent lors de la rencontre décisive face au Donbass Donetsk.

### Carrière internationale
En 2011, Loup Benoit représente la France lors de la Division II, Groupe A du Championnat du monde junior joué à Tallinn en Estonie. Lors de la première rencontre face à l'Espagne, il enregistre deux aides et est désigné le meilleur joueur de son équipe,. Auteur de deux buts et cinq aides en cinq parties, il participe aux succès des siens qui terminent premiers et gagnent la promotion à l'échelon supérieur pour la saison suivante.

## Statistiques
| Saison    | Équipe                        | Ligue        |    | Saison régulière | Saison régulière | Saison régulière | Saison régulière | Saison régulière |   | Séries éliminatoires | Séries éliminatoires | Séries éliminatoires | Séries éliminatoires | Séries éliminatoires |
| Saison    | Équipe                        | Ligue        | PJ | B                | A                | Pts              | Pun              | PJ               | B | A                    | Pts                  | Pun                  |                      |                      |
| 2007-2008 | Grenoble U18                  | France U18   | 16 | 8                | 4                | 12               | 8                | -                | - | -                    | -                    | -                    |                      |                      |
| 2007-2008 | Grenoble U22                  | France U22   | 3  | 0                | 0                | 0                | 0                | 2                | 0 | 0                    | 0                    | 0                    |                      |                      |
| 2008-2009 | Grenoble U18                  | France U18   | 20 | 24               | 15               | 39               | 24               | -                | - | -                    | -                    | -                    |                      |                      |
| 2008-2009 | Grenoble U22                  | France U22   | 13 | 3                | 0                | 3                | 0                | -                | - | -                    | -                    | -                    |                      |                      |
| 2009-2010 | Grenoble U22                  | France U22   | 15 | 5                | 14               | 19               | 4                | 4                | 1 | 4                    | 5                    | 0                    |                      |                      |
| 2009-2010 | Brûleurs de loups de Grenoble | Ligue Magnus | 20 | 0                | 1                | 1                | 0                | 5                | 0 | 0                    | 0                    | 0                    |                      |                      |
| 2010-2011 | Grenoble U22                  | France U22   | 15 | 11               | 17               | 28               | 14               | 4                | 0 | 2                    | 2                    | 8                    |                      |                      |
| 2010-2011 | Brûleurs de loups de Grenoble | Ligue Magnus | 24 | 2                | 2                | 4                | 4                | 2                | 0 | 1                    | 1                    | 0                    |                      |                      |
| 2011-2012 | Grenoble U22                  | France U22   | 10 | 4                | 9                | 13               | 4                | 4                | 0 | 4                    | 4                    | 2                    |                      |                      |
| 2011-2012 | Brûleurs de loups de Grenoble | Ligue Magnus | 23 | 2                | 0                | 2                | 8                | 20               | 1 | 2                    | 3                    | 0                    |                      |                      |
| 2012-2013 | Rouen U22                     | France U22   | 8  | 2                | 5                | 7                | 14               | 4                | 0 | 1                    | 1                    | 16                   |                      |                      |
| 2012-2013 | Dragons de Rouen              | Ligue Magnus | 26 | 5                | 7                | 12               | 10               | 15               | 1 | 5                    | 6                    | 16                   |                      |                      |
| 2013-2014 | Dragons de Rouen              | Ligue Magnus | 26 | 2                | 4                | 6                | 39               | 9                | 0 | 1                    | 1                    | 4                    |                      |                      |
| 2014-2015 | Dragons de Rouen              | Ligue Magnus | 26 | 2                | 3                | 5                | 2                | 4                | 0 | 0                    | 0                    | 2                    |                      |                      |
| 2015-2016 | Lions de Lyon                 | Ligue Magnus | 26 | 1                | 4                | 5                | 2                | 10rel            | 0 | 1                    | 1                    | 6                    |                      |                      |
| 2016-2017 | Étoile noire de Strasbourg    | Ligue Magnus | 38 | 4                | 3                | 7                | 31               | 6rel             | 1 | 2                    | 3                    | 2                    |                      |                      |
| 2017-2018 | Étoile noire de Strasbourg    | Ligue Magnus | 43 | 2                | 7                | 9                | 34               | 6rel             | 2 | 1                    | 3                    | 6                    |                      |                      |
| 2018-2019 | Drakkars de Caen              | Division 1   | 25 | 4                | 5                | 9                | 6                | 3                | 0 | 0                    | 0                    | 0                    |                      |                      |
| 2019-2020 | Drakkars de Caen              | Division 1   | 26 | 3                | 11               | 14               | 18               | 3                | 0 | 1                    | 1                    | 2                    |                      |                      |
| 2020-2021 | Drakkars de Caen              | Division 1   | 11 | 3                | 5                | 8                | 0                | -                | - | -                    | -                    | -                    |                      |                      |
| 2021-2022 | Drakkars de Caen              | Division 1   | 26 | 0                | 6                | 6                | 8                | 4                | 1 | 0                    | 1                    | 4                    |                      |                      |

| Année | Équipe     | Compétition                    |   | PJ | B | A | Pts | Pun          |  | Résultat |
| 2011  | France U20 | Championnat du monde junior D2 | 5 | 2  | 5 | 7 | 2   | 1er groupe A |  |          |

## Trophées et honneurs personnels
- 2009-2010 : Championnat de France des moins de 22 ans avec le Grenoble Métropole Hockey 38
- 2010-2011 : Coupe de la ligue avec les Brûleurs de Loups de Grenoble
- 2011-2012 : Championnat de France des moins de 22 ans avec le Grenoble Métropole Hockey 38
- 2012-2013 :
  - Match des Champions avec les Dragons de Rouen (Rouen hockey élite 76)
  - Coupe de la Ligue avec les Dragons de Rouen (Rouen hockey élite 76)
  - Championnat de France des moins de 22 ans avec les Dragons de Rouen (Rouen hockey élite 76)
  - Championnat de France - Ligue Magnus avec les Dragons de Rouen (Rouen hockey élite 76)